# Alfons II del Congo i Nkondo
Alfons II del Congo i Nkondo va ser governant del regne del Congo en el període posterior a la Guerra Civil del Congo. Era membre de la Casa de Kimpanzu i podria haver estat recolzat en la seva reclamació pel tron per partisans a Soyo. Estava casat amb Ana Afonso de Leão, germana del rei Garcia II del Congo, i a la mort d'António I a la batalla de Mbwila va prendre el tron el novembre de 1665 en el primer d'una sèrie de pretendents per al tron del regne. Però va ser deposat només un mes al seu mandat el desembre de 1665 per Àlvar VII del Congo de la casa Kinlaza. El rei deposat es va veure obligat a fugir a les muntanyes de Nkondo, on va governar en oposició als Kinlaza fins a la seva mort el 1669.